# Ötvény
Ötvény románul: Utvin, falu Romániában, a Bánságban, Temes megyében.

## Fekvése
Temesvártól délnyugatra, Bégaszentmihály, Szakálháza , Szabadfalu és Temesság közt fekvő település.

## Története
Ötvény nevét 1333-ban Hutneu [Hutuen] néven említette először oklevél.
1334-ben Hutuen Petri, Wtuen, 1808-ban Utvin, 1913-ban Ötvény néven említették.
Az 1332-1337. évi pápai tizedjegyzékben két ilynevű helység fordul elő és mindkettőben már plébánia is volt.
1388-ban már vásáros hely és Pogány Domokos birtoka, akitől 1399-ben, némely beregmegyei birtokokért Zsigmond király cserélte el.
1456-ban Kysewthwen néven volt említve és Hunyadi János kapta királyi adományul, és még abban az évben Hunyadi László és Mátyás nagybátyjuknak, horogszegi Szilágyi Mihálynak adták. 1540-ben Ötvényi Oláh Jakab birtoka volt.
1552-ben Losonczy István temesi főispán a temesi vár tartozékai között sorolta fel.
1838-ban 103 4/8 egész jobbágytelekből állt. 1848-ig a kamara volt a földesura.
1851-ben Fényes Elek írta a településről:
Útfény, Temes vármegyében, Lakja 5 katholikus, 7 zsidó, 1421 óhitű, anyaegyházzal. 4837 hold, ... Földesura a királyi kincstár.
A 20. század elején Zombori Rónay Mihály és Watz Bálint volt a nagyobb birtokosa.
A községben működő téglagyár a Drinszter és Wetzler cégé volt.
A trianoni békeszerződés előtt Temes vármegye Központi járásához tartozott.
1910-ben 1440 lakosából 105 magyar, 144 német, 1171 román volt. Ebből 205 római katolikus, 30 református, 1169 görög keleti ortodox volt.
Ötvény környékén több, mára már elpusztult település is állt:
Az egyik dűlő román neve La Piatra (a Kőnél). Egy régi templom alapfalai látszottak itt, ahol valószínűleg a középkorban a község feküdt.

### Szentmárialiget
Ide tartozott Rózsamajor és Szentmárialiget is. Utóbbi a 20. század elején Rónay Mihályé volt. Egykor Oláh Miklósé volt, majd Kovács Ákosé lett, aki itt 1896-ban csinos úrilakot építtetett. 1904-ben Rónay Mihály vette meg, az 550 holdas birtokkal együtt. Az úrilakban kb. 4000 kötetes érdekes könyvtár is volt.

### Oroszi
A mai Ötvénytől délre fekhetett Oroszi, melyről már 1388-1389-ből vannak okleveles adatok:
1388-ban Szécsényi Frank és Simon birtoka volt, 1399-ben pedig Zsigmond király, 1456-ban Hunyadi János, utána pedig Egyházas-Oroszi néven, Szilágyi Mihály birtoka volt.

### Sörmes
Ötvény és Újpécs között fekhetett Selymes vagy Sörmes helység is, melynek 1399-ben Pogány Domokos, 1456-ban Hunyadi János, utána Szilágyi Mihály és 1464-ben Szegedi László voltak a birtokosai.

## Közlekedés
A települést érinti a Temesvár–Torontálkeresztes-vasútvonal.

## Nevezetességek
- Görög keleti temploma - 1714-ben épült.

## Források

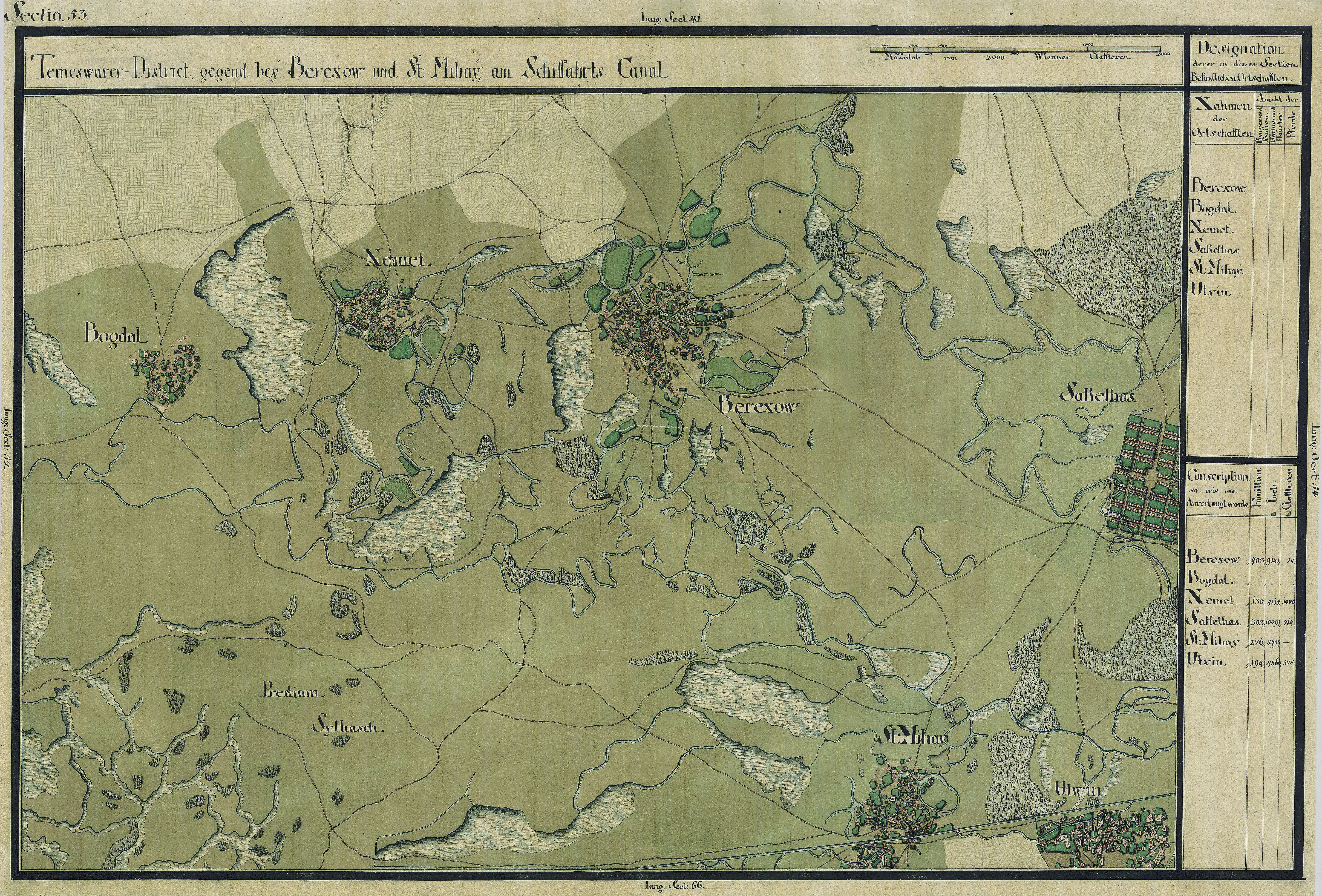
Ötvény egy régi térképen